# Anonychomyrma constricta
Anonychomyrma constricta é uma espécie de formiga do gênero Anonychomyrma.